# 封裕
封 裕（ほう ゆう、生没年不詳）は、五胡十六国時代の前燕の人物。本貫は渤海郡蓨県。前燕の東夷校尉封抽の子。

## 生涯
鮮卑慕容部の大人慕容廆に仕え、313年4月、宋該・皇甫岌・皇甫真・繆愷・劉斌・封奕とともに枢要を司った。
337年9月、鮮卑慕容部の大人慕容皝が燕王に即位、文武諸官の編成が行われ、記室監に任じられた。
記室参軍に任じられた。
345年1月、慕容皝は御苑の耕作のため、牛を貸し与えた者に8割、牛を持っている者に7割の税を課していた。封裕は以下の内容を上書して慕容皝に訴えた。

臣が聞いている聖王が治める国とは、税を少なくして百姓を豊かにさせて、田を分け与え、1割の税を課していました。寒ければ衣服を、飢えれば食料を与え、人も家も栄えることこそ天下の中正というものでした。

旱魃や水害のためとはいえ、被災者のためにならないのは何故でしょう?農官が農業を奨励し、人治によって百畝を巡り、素早く牛の力を使って耕作した者には、その善行を賞し、怠惰な者には仲間から外す罰を与えました。また、収穫量を調べるため官を置き、役人を配します。官は必要なものであり、名目だけの役人はいらず、歳入の多少により判断して俸禄を定めました。百官に供する以外の食料で太倉に3年分の収穫、1年余の粟を収めれば満たされます。それ以上の収穫は公用に必要でしょうか? 

旱魃や水害は百姓にはどうしようもありません!農業に務めよとの指示が度々あれども、2千石の令長に国家のため勤める志を持ち、地域の利益に尽くす聡い者はいなくなりました。漢祖（光武帝）は開墾した田の申告と実情の違いを知り、2千石の官吏を十数名処刑して、明帝・章帝の時代に平和で安定した社会であると呼ばれたのです。

永嘉の乱以来、百姓は流亡し、中原は活気を失い、炊煙は千里に渡り途絶え、飢えや寒さで堕落して野垂れ死にする者が相継ぎました。武宣王（慕容廆）は英明で武略・知徳に富み、一方を保ち、武威をもって奸賊を滅ぼしました。九州の民は華夷問わずに万里より集まり、子を背負いて帰服する者らは、さながら父母を慕う赤子のようでした。流人によって戸数は昔の十倍余となり、人は多けれど土地は狭いため、田がない者の税は3割から4割を課していました。

殿下（慕容皝）は英主の資質をもって、先代の事業を広げ、南は後趙を破り、東は高句麗を従え、北は宇文部を取り、3千里を切り拓き、民も十万戸増やして、武宣王の功業を継がれました。しかし、新しい民に土地を与えるのを止め、牛を貸し与えて不当に重税を課そうとしています。御苑の仕事を免じられた者らは職を失いました。資産が無い者には牧牛を賜るべきです。殿下の人民がどうして牛を失うでしょうか!殿下の牛は殿下の民が使うべきであり、持っているだけでは用を為しません! 

川は汚れ、側溝は埋まり、人々は通行の便の改善、旱魃の元である灌漑の復興、河川の復興を望んでいます。このような状態でいずれ南進した際、楽土を深く望む民の誰が飲食物を携えて我が軍を歓迎しましょうか。石季龍（石虎）と何ら変わらぬではありませんか!魏晋と時代は下り、仁政が衰えたといえども、7割も8割も税を課してはいません。牛を貸し与えた者は6割、牛を持っている者はこれの半分であり、百姓は安んじて喜び楽しみました。

臣は殿下が明王の道を進んでいない可能性がなお増したと言わざるをえません。旱魃や水害の災いは、古の堯王・湯王でさえも免れず、王者は用水路を治め、鄭国・白公・西門豹・史起の灌漑の法に倣うべきです。旱魃となれば決壊させて雨と為し、水害となれば集水溝に入れれば、上は雲漢の憂いなく、下は災害の患いをなくすことができます。

高句麗・百済・宇文部・段部にいる人々は軍勢によって移住させられ、中華への思慕や道理を捨てず、いつかは帰りたいとの心を持っています。今や戸数は十万を超え、都城は狭いため、これが国家の将来に害を及ぼすことを恐れています。兄弟や宗族を西境の諸城に移し、恩徳をもって慰撫して、法をもって統治すれば、人々が分散することなく、国の虚実を知ることができます。

中原は未だ平定されておらず、財産や家畜があるとはいえ、官吏が数多いため、俸禄にかかる費用が大きく、遊んで暮らすには少なく、耕作をしなければ飢饉の元となります。遊んで暮らす者らが数万いて、どうやって給人らを養い、 平和で安定した社会を築けましょうか! 

殿下は古今の事を多く知っておられ、政事でひどい大被害もありません。国家を富ませ、才ある者を求め、必要ならば自ら出向くことも厭われません。これは過去の話ではなく、耕作して食料とし、蚕を使って衣服とするように、また天の道と言えましょう。

殿下の徳は寛明で才ある者を渇望し、身分が低い者、賤しい者、罪を犯した者も才あれば抜擢します。参軍王憲・大夫劉明は忠義の真心を尽くして至言を献じましたが、殿下の意向に逆らい、逆鱗に触れたものの、責任は無いものと考えます。主君に妖言を奏して逆らい、法に照らせば死罪であるところ、殿下は怒りを収め、官職を免じて禁錮刑として朝廷の列席から外しました。

彼らの言葉が正しくとも、殿下が容れなければ、それは正しくないことになります。主君と争うことを恐れず直言するのが罪であれば、北へ行くのを喜ぶべきであり、決して殿下の志は得られないでしょう。右長史宋該らは取り入るために媚びへつらい、諫言する者を軽んじ、硬骨の臣を妬み、主君の耳目を隠す不忠者です。

四業に就く者は国の財産であり、教育者や学者は国の盛大な行事に必要です。戦を習い、農業に務めることは最も大事なことです。各種の職人、商人は末端にすぎません。軍事を中心とする国は兵員の確保は必須であり、それ以外の者は農業に務めさせ、併せて戦法も教えます。学者は三年、業績を残せなかった者は農業に務めさせます。必要な人員を充足できず、いたずらに俊英となる道を塞いでしまいます。

臣の言うところをもっともとされるなら、速やかに施工されることを願います。誤りであれば私を誅殺し、天下に朝廷が善事に従い、悪事に流されず罰することを知らしめてください。王憲・劉明は忠臣です。願わくば逆鱗に触れた罪を許し、薬石の効として収めてくださいますよう。

慕容皝は封裕の以上の内容の上書を受け、以下の事項を下令した。資産が無い百姓へ牧牛一頭の下賜、牛を貸与して耕作時に係る税を魏晋時代のものに改定、灌漑の復興、就業余剰者の農業への従事、教導者に任じられていない学生を教導者名簿へ新規登録、中原平定戦略の発議、王憲・劉明の復職、国内外に才あれば貴賤問わず登用の宣言。
封裕は主君への忠誠と臣下としての姿勢を賞され、5万銭を賜った。
慕容皝は学問を奨励し、時間があれば学舎へ赴き、時には講義を行った。学生は千余に至り、その後も増えていった。これは封裕の上書から起因するものだった。
350年9月、河間郡太守に任じられた。
351年2月、前燕の後趙救援を翻意させるため、冉魏の大司馬従事中郎常煒が龍城へ赴いた。燕王慕容儁は封裕を遣わして常煒を詰問した。封裕は「冉閔は石氏の養息でありながら、その恩に背いて反逆した。その上、どうして大号を称したか!」と問えば、常煒は商の湯王・周の武王・魏の武帝の故事を持ち出し、天命であると返した。続けて「冉閔が即位した時、自らの行く末を占うために金を鋳造して自らの像を作ろうとしたが、完成しなかったと聞く。これは事実であるか」と問えば、聞いていないと返した。続けて「南から来た者はみなこの事を言っているのに、なぜ隠すのか?」と問えば、魏主（冉閔）は符璽（伝国璽）を持ち、受命を疑う要素はないと返した。続けて「伝国璽はどこにある?」と問えば、鄴にあると返した。続けて「張挙が襄国にあると言っていたが」と問えば、混乱の最中、張挙が伝国璽の在処を知るはずはなく、命惜しさの虚言であると返した。
中書監に任じられた。
これ以後の事績は、史書に記されていない。

## 家系

### 父
- 封抽

### 従兄弟
- 封放
- 封奕

### 子
- 封衡 - 字は百華